# اهانت سیاسی
اهانت سیاسی بیانیهای از یک سیاستمدار در مورد یک سیاستمدار دیگر است که حاوی مقاصد توهین‌آمیز یا بدنام کردن است. اهانت سیاسی در هیچ‌یک از پروتکل‌های سیاسی تعریف نشده و به‌شدت توصیه می‌شود که در زبان دیپلماتیک از آن بپرهیزند.